# اونش
اونش (به لاتین: Ünəş) یک منطقه مسکونی در جمهوری آذربایجان است که در شهرستان یاردیملی واقع شده است.